# Maria João Bustorff
Maria João Espírito Santo Bustorff Silva GOM (Lisboa, 13 de agosto de 1950) foi brevemente uma política portuguesa, tendo ocupado o cargo de Ministra da Cultura no XVI Governo Constitucional.

## Família
Filha de António Sérgio Carneiro Bustorff Silva, nascido a 9 de Julho de 1923, Engenheiro e de sua mulher, casados em 1940, Ana Maria da Anunciação de Fátima de Morais Sarmento Cohen do Espírito Santo Silva, nascida em 1928 e falecida a 28 de Abril de 2014, meia-sobrinha-neta do 1.º Barão de Sendal, irmã de António Bustorff, neta materna de Ricardo Ribeiro do Espírito Santo Silva, prima-irmã de Ricardo Salgado e José Maria Ricciardi e prima-tia em segundo grau de Patrícia Brito e Cunha e Ana Brito e Cunha.

## Biografia
Especialista em restauro, foi presidente da Fundação Ricardo Espírito Santo Silva.
A 9 de Junho de 1998 foi feita Grande-Oficial da Ordem do Mérito.
É Membro do Conselho das Ordens de Mérito Civil.

### Condecorações[2][4]
- Comendadora da Ordem Nacional do Cruzeiro do Sul do Brasil (10 de Março de 1998)
- Grande-Oficial da Ordem do Mérito de Portugal (9 de Junho de 1998)
- Grã-Cruz da Ordem do Mérito Cultural do Brasil (3 de Janeiro de 2001)
- Medalha da Ordem de Honra do Brasil (12 de Dezembro de 2002)
- Grande-Oficial da Ordem Nacional do Cruzeiro do Sul do Brasil (12 de Dezembro de 2002)
- Colar da Ordem do Centenário de São Paulo do Brasil (30 de Dezembro de 2004)
- Dama de Grã-Cruz da Ordem do Mérito da República Italiana de Itália (31 de Janeiro de 2005)

## Funções governamentais exercidas
- XVI Governo Constitucional
  - Ministra da Cultura

## Casamentos e descendência
Casou primeira vez com José Luís de Castro Caldas, nascido a 16 de Abril de 1941, filho de Francisco Teixeira de Queirós de Castro Caldas, nascido a 11 de Novembro de 1911, e de sua mulher Maria Helena Afonso dos Santos de Almeida Pinheiro, divorciados, de quem tem um filho, António Bustorff de Castro Caldas, nascido a 14 de Junho de 1974, casado primeira vez com Victoria Maria Christina Sturken, de quem tem António Sturken de Castro Caldas, nascido a 7 de Maio de 2004, e casado segunda vez com Mariana Marques da Gama Amado Reis, nascida a 4 de Agosto de 1980, filha de Rui Manuel Amado Reis e de sua mulher Marina de Gouveia Pinto Marques da Gama, de quem tem Francisco Maria Amado Reis de Castro Caldas, nascido a 10 de Julho de 2008.
Casou segunda vez civilmente com António Lobo Antunes, trineto do 1.º Visconde de Nazaré, de quem foi segunda mulher e de quem tem uma filha, Maria Isabel Bustorff Lobo Antunes, nascida em 1983, médica de profissão.